# Remeras (flecha)

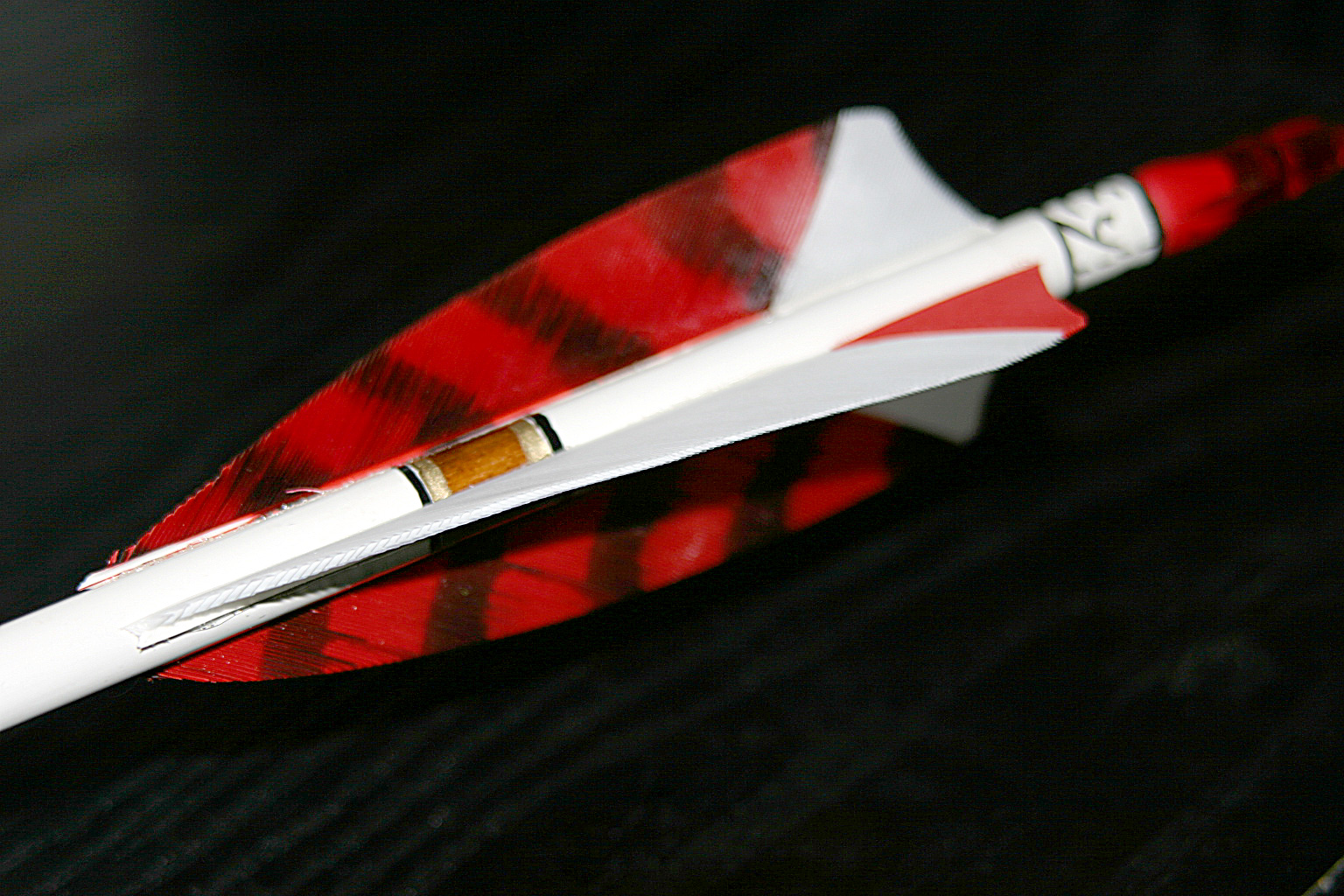
Remeras de plumas.

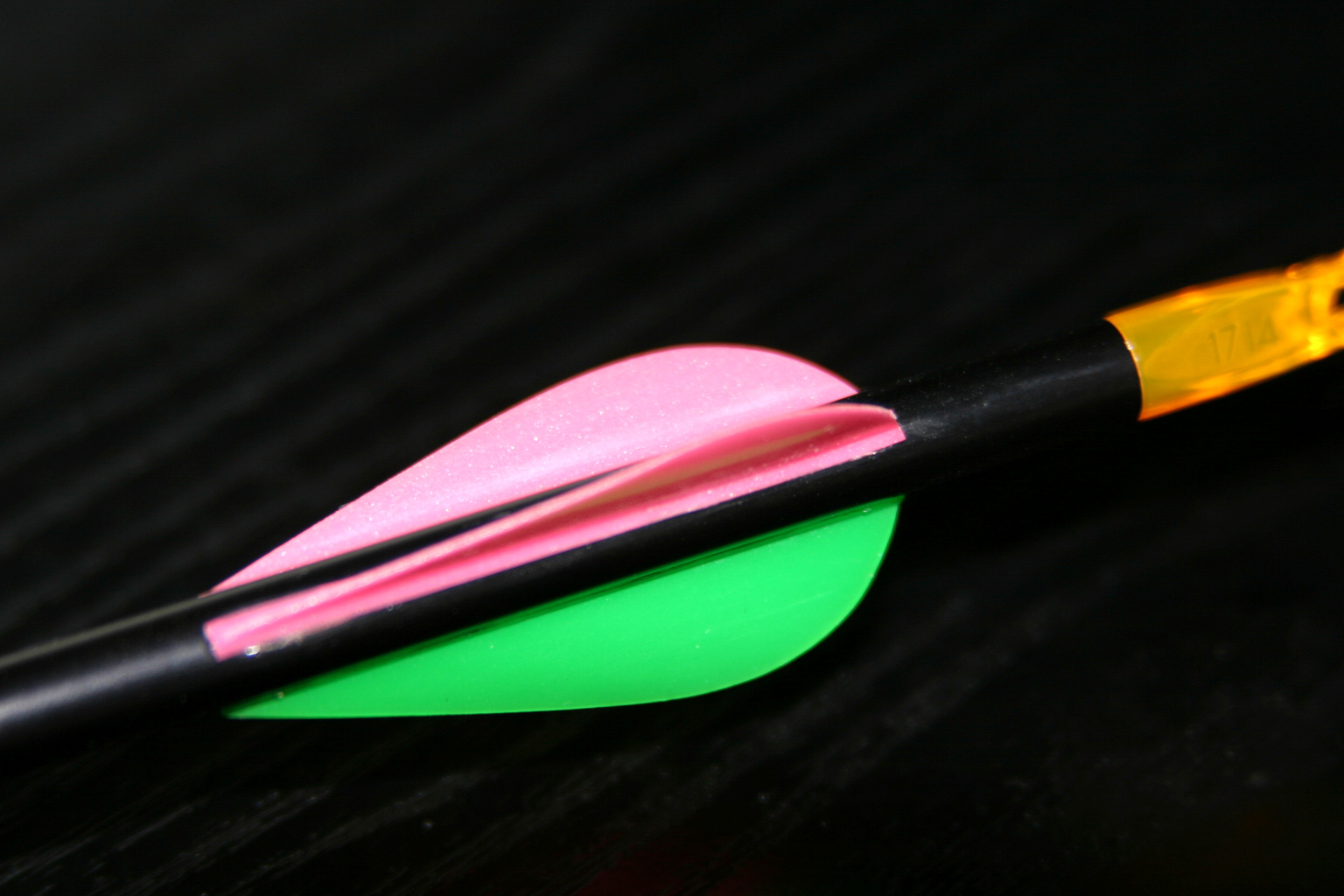
Remeras de plástico (también conocidas como paletas).

Las remeras (también conocidas como emplumado o timones) son la estabilización aerodinámica de las flechas o los dardos con materiales como plumas, cada pieza de las cuales se la conoce como una remera.

## Descripción
Como sustantivo, la remera se refiere colectivamente a las aletas o paletas, cada una de ellas por separado, son conocidas como una remera. Tradicionalmente, las remeras se componen de tres plumas pegadas y emparejadas en la parte trasera de la flecha o eje del dardo que son equidistantes alrededor de su circunferencia. Hoy en día, los plásticos modernos se pueden utilizar en su lugar. Tradicionalmente, las remeras se unen con hilo de seda, pero también se utilizan métodos más simples, como encolado. Las remeras se utilizan para estabilizar la flecha a través de la resistencia del aire durante el vuelo. Algunas remeras imparten un giro en el proyectil, pero todas están para comunicar una resistencia en la cola del proyectil para asegurarse de que no se caiga durante el vuelo.
De manera más general, puede referirse a cualquier estructura añadida a un proyectil para estabilizar su vuelo aerodinámico, muchas de las cuales se asemejan a las flechas en forma y función. Por ejemplo, las plumas en el extremo de un dardo (del tipo de lance con un átlatl) son muy similares en el propósito y la construcción a las utilizadas en las flechas. La mayoría de las técnicas de las remeras se han adaptado probablemente de lo que antes era la técnica de los dardos. Las aletas utilizadas para estabilizar los cohetes también trabajan de una manera similar.